# Riedkino
Riedkino – osiedle typu miejskiego w Rosji, w obwodzie twerskim. W 2010 roku liczyło 11 703 mieszkańców.